# 富田梓仁
富田 梓仁（とみた しんじ、1930年10月12日 - ）は、日本の作曲家。愛知県出身、A型。本名、平川 和博（ひらかわ かずひろ）。

## 来歴・人物
小学生の頃にブラスバンドに入り、青春時代はスイングジャズに没頭した。
ジャズオーケストラの指揮者中沢寿士に誘われ上阪し、1951年結成当時のMBSジャズオーケストラの一員となる。
MBSジャズオーケストラは、毎日放送の音楽番組で関西を代表するスタジオビッグバンドであり、富田の担当はサックスで主に編曲なども行い活躍していた。
この頃の経験から後に木下大サーカスの音楽に携わることに繋がる。興業を主にしたイベント会社を設立し、校歌、社歌などの作曲も行った。
1986年4月にまだ無名であった小松みつ子と出会う。同年8月25日、小松を歌手「中村美律子」として、富田自身の作曲である『恋の肥後つばき/夜の千日前』でメジャー・デビューさせる。1988年、中村美律子の東芝EMI移籍第1弾/富田作曲の『女のみれん/待つだけの季節』（2ndシングル）を発売する。健康ランドやスナックで地道なキャンペーン活動を続けたが、なかなか世に出せなかった。
中村美律子を世間に知ってもらうため、富田自身監修の自主制作番組『美律子の演歌一夜』30分番組をテレビ大阪にて5年半続ける。この事で大阪から口コミでジワジワと拡がり、2社ある有線放送のリクエスト上位にランクインして世間の注目を集めた。1992年、中村美律子が『NHK紅白歌合戦』に初出場した。その後もNHK紅白歌合戦では中村美律子の「人生そこそこ七十点」「人生桜」「おんなの純情」の富田自身作曲の作品がエントリーされる作曲家となる。

## シングル主要作曲
- 中村美律子
  - 恋の肥後つばき（作詞：ながたよしお、1986年8月25日）
  - 女のみれん（作詞：高田直和、1988年9月23日）
  - しあわせ酒（作詞：高田直和、1991年3月27日）
  - 男道（作詞：福田義雄、1992年4月8日）
  - 美律子の河内音頭（作詞：ながたよしお、1992年7月22日）
  - 渡り鳥姉妹（作詞：石本美由起、1993年6月2日）デュエット曲、春野百合子
  - 壺坂情話（作詞：たかたかし、1993年10月6日）
  - 空港ラプソディー（作詞：松井由利夫、1994年8月31日）
  - くれない漁歌（作詞：島崎広子、1994年10月19日）
  - 港のおんな（作詞：たかたかし、1995年4月8日）
  - 天草四郎時貞（作詞：馬津川まさお、1996年2月28日）
  - 男が酒を飲むときは（作詞：ジェームス三木、1996年8月7日）
  - 人生そこそこ七十点（作詞：中山大三郎　1998年8月7日）- 第47回NHK紅白歌合戦曲
  - 人生桜（作詞：福田義雄、1997年2月28日）- 第48回NHK紅白歌合戦曲、第35回日本レコード大賞最優秀歌唱賞曲
  - 美律子の一心太助（作詞：たかたかし、1997年3月26日）
  - 朱雀門（作詞：ジェームス三木、1998年1月1日）
  - ブギウギ時代（作詞：ジェームス三木、1998年12月23日）
  - 鳶（作詞：里村龍一、2000年1月26日）
  - おんなの純情（作詞：荒木とよひさ、2000年9月27日）- 第51回NHK紅白歌合戦曲）
  - 港町情話（作詞：池田充男、2001年10月6日）
  - めおと恋（作詞：藤間哲郎、2002年3月6日）
  - 暖簾の花（作詞：木下龍太郎ら2004年12月15日）
- 尾鷲義人
  - 夢のつづき（作詞：もず唱平、1997年11月21日）
  - 酔っぱらって子守唄（作詞：もず唱平、1999年2月24日）
  - 吠えろ吠えろタイガース（作詞：高田直和、1999年9月22日）
  - 想愁歌（作詞：里村龍一、2002年11月21日）
  - 母さんの秋（作詞：篠原代昭、2004年6月23日）
  - 一人で泣かないで（作詞：塚口けんじ、2006年6月7日）
  - 虹の橋わたって走れ ジョン（作詞：永島弘子、2007年7月30日）
  - 語り酒（作詞：高田直和、2008年10月8日）
- 田中アキラ
  - 横浜夜霧（作詞：池田充男、2008年10月8日）
- 佐倉さくら（現：山本みゆき）
  - 紙の花（作詞：里村龍一、2000年8月23日）
- ハン・ウギョン　
  - うみほたる（作詞：永島弘子、2008年10月8日）
- ちはらさき
  - 雨みれん（作詞：荒木とよひさ、2000年3月23日
- 小室あすか
  - 夢の北新地（作詞：澤山政康、2013年9月11日）
- 梓文音
  - 雲の上の青い空（作詞：ジェームス三木、2015年6月24日）
- 大空美樹（原まい）
  - 待つだけの季節（作詞：中山大三郎、2013年9月11日）
- 中村美律子アルバム
  - 熱唱! 中村美律子／富田梓仁作の世界VOL.1（1995年6月28日）
  - 熱唱! 中村美律子／富田梓仁作の世界VOL.2（1995年6月28日）
  - 中村美律子／富田梓仁作品集（2005年3月9日）

## その他

### TV監修
- 演歌一夜　美律子の演歌一夜（1988年4月～1993年9月）
- 美律子の懐メロ大好き（1993年10月～1995年9月）
- 美律子!歌の一本勝負（1996年4月～1997年9月）
- 北の演歌一夜（1998年10月～未定）
- 人生乾杯歌の旅（2000年4月～2001年3月）
- 歌に乾杯!ゆめ燦々（2002年～2011年、サンテレビ）
- 美律子・富美男の歌・夢物語（2004年、テレビ大阪）

### 舞台監修
- 『雲の上の青い空～中村美律子物語～』
  - 1996年9月　大阪新歌舞伎座
  - 1998年2月　新宿コマ劇場
  - 2002年9月　名古屋御園座
  - 2007年3月　博多座
  - 2016年7月　大阪新歌舞伎座
- 『ブギウギ時代大阪』1999年1月　新歌舞伎座